# Trois Jours et un enfant
Pour plus de détails, voir Fiche technique et Distribution.
Trois Jours et un enfant (שלושה ימים וילד, Shlosha Yamim Veyeled) est un film israélien réalisé par Uri Zohar, sorti en 1967.

## Fiche technique
- Titre : Trois Jours et un enfant
- Titre original : שלושה ימים וילד (Shlosha Yamim Veyeled)
- Réalisation : Uri Zohar
- Scénario : Uri Zohar et Dahn Ben Amotz d'après le livre d'Abraham B. Jehoshua
- Photographie : David Gurfinkel
- Montage : Jacques Ehrlich
- Musique : Dov Seltzer (en)
- Production : Amatsia Hiuni
- Pays d'origine : Israël
- Format : Noir et blanc
- Genre : drame
- Date de sortie : 1967

## Distribution
- Oded Kotler : Eli
- Shai Oshorov : Shuy
- Judith Solé : Noa
- Misha Asherov : Le père de Shuy
- Illi Gorlitzky : Zvi
- Germaine Unikovsky : Yael

## Distinctions
Le film a été présenté en sélection officielle en compétition au Festival de Cannes 1967. Il y a remporté le Prix d'interprétation masculine pour Oded Kotler